# Sestu
Sestu est une commune de 19 747 habitants de la province de Cagliari en Sardaigne. Elle se trouve à quelques kilomètres du chef-lieu, aux portes du bas Campidano, sur le fleuve Rio Matzeu. Elle est un centre agricole (vigne, légumes, céréales), toutefois l'économie gravite pour la plupart sur le chef-lieu provincial.

## Histoire
Les plus anciennes découvertes archéologiques retrouvées (poterie à usage domestique) remontent au IIIe millénaire av. J.-C., situées en une nécropole dans la zone de Corso Italia. Donc les origines de la ville sont attribuées à l'époque des invasions carthaginoises. De plus, en d'autres zones de la ville, des pièces de monnaie ont été trouvées datant du période de Caligula et Domitianus, aussi un cippe funéraire romain, une boucle et la pierre milliaire romaine sur laquelle la dénomination du site est expliquée. Le nom de la ville remonte à l'époque romaine et il prend origine de la position qu'elle avait le long du tracé de la route  qui menait à Porto Torres de Cagliari: Sexto ab urbe lapide, c'est-à-dire près de la sixième colonne milliaire, retrouvée dans le pays avec l'inscription: Ad sextum lapidem. 
Pendant le Moyen Âge, Sestu appartint au Judicat de Cagliari et il fut ajouté dans la Curatoria du Campidano. Après la chute du Judicat (1257) le village fut inclus dans les possessions d'outre-mer du Commune de Pisa.
Par la suite, il passa aux Aragonais qui, en 1324, l'inféodèrent à Berengario Carroz. En 1363, le Comté de Quirra fut créé et la ville de Sestu fut rejointe dans la Baronia de San Michele, inféodée de même aux Carroz.
En 1603, il devint fief des Centelles à partir desquels il passa aux Osorio, qui le tinrent jusque l'abolition de la féodalité en 1840.
Aujourd'hui, Sestu est une petite ville qui a presque 20 000 habitants. Elle occupe une position stratégique en un contexte territorial en pleine évolution. Centre avec fort attraction et croissant développement socio-économique, grâce à la réalisation de nouveaux établissement d'habitation, industriels et commerciaux, elle est continuellement en expansion, n'en négligeant pas toutefois la recherche d'un juste mariage entre modernisation et tradition.

## Citoyens étrangers
Au 31-12-2009 la population étrangère se montait à 226 unité, égal à 1,1 % environ de la population totale. Les nationalités principales étaient:
Chine 76
Roumanie 29
Ukraine 14

## Citoyens célèbres
Emanuela Loi, agent de police, morte dans le Massacre de rue d'Amelio en 1992.

## Administration
Maire : Aldo Pili (centre-gauche) dès 14/06/2010 (2e mandat)

### Communes limitrophes
Assemini, Cagliari, Elmas, Monastir, San Sperate, Selargius, Serdiana, Settimo San Pietro